# Мерло (муниципалитет)
Муниципалитет Мерло  (исп. Partido de Merlo) — муниципалитет в Аргентине в составе провинции Буэнос-Айрес.
Территория — 170 км². Население — 528494 человек. Плотность населения — 3108,82 чел./км².
Административный центр — Мерло.

## География
Департамент расположен на северо-востоке провинции Буэнос-Айрес.
Департамент граничит:
- на северо-западе — c муниципалитетом Морено
- на северо-востоке — с муниципалитетами Итусайнго, Морон
- на юго-востоке — с муниципалитетом Ла-Матанса
- на юго-западе — с муниципалитетом Маркос-Пас

## Важнейшие населенные пункты[2]
| № | Населённый пункт | Населённый пункт (исп.) | Категория   | Население чел. (2010) | На карте                        |
| - | ---------------- | ----------------------- | ----------- | --------------------- | ------------------------------- |
| 1 | Мерло            | Merlo                   | агломерация | 527658                | 34°39′42″ ю. ш. 58°43′56″ з. д. |

#### Агломерация Мерло
- входит в агломерацию Большой Буэнос-Айрес

| № | Населённый пункт     | Населённый пункт (исп.) | Категория | Население чел. (2001) | На карте                        |
| - | -------------------- | ----------------------- | --------- | --------------------- | ------------------------------- |
| 1 | Мерло                | Merlo                   | город     | 244168                | 34°39′42″ ю. ш. 58°43′56″ з. д. |
| 2 | Либертад             | Libertad                | город     | 100324                | 34°42′04″ ю. ш. 58°41′00″ з. д. |
| 3 | Мариано-Акоста       | Mariano Acosta          | город     | 53460                 | 34°43′18″ ю. ш. 58°47′44″ з. д. |
| 4 | Сан-Антонио-де-Падуа | San Antonio de Padua    | город     | 37745                 | 34°40′01″ ю. ш. 58°41′55″ з. д. |
| 5 | Понтеведра           | Pontevedra              | город     | 32830                 | 34°44′59″ ю. ш. 58°42′07″ з. д. |
| 6 | Парке-Сан-Мартин     | Parque San Martín       | город     | —                     | 34°41′37″ ю. ш. 58°45′12″ з. д. |